# Tricoliinae
Sous-famille
Synonymes
- voir paragraphe #Synonymes

Les Tricoliinae sont une sous-famille de mollusques gastéropodes marins ou d'eau saumâtre de la super-famille des Trochoidea dans l’ordre des Trochida. 

## Synonymes
- incl. Hickman & McLean, 1990[1]
- famille des Phasianellidae Swainson, 1840 (préféré par BioLib)[1]
- famille des Tricoliidae Woodring, 1928[1]

## Liste des genres
Selon WoRMS en 2025, un seul genre est référencé dans cette sous-famille :
- genre Tricolia Risso, 1826